# Cohors I Septimia Belgarum

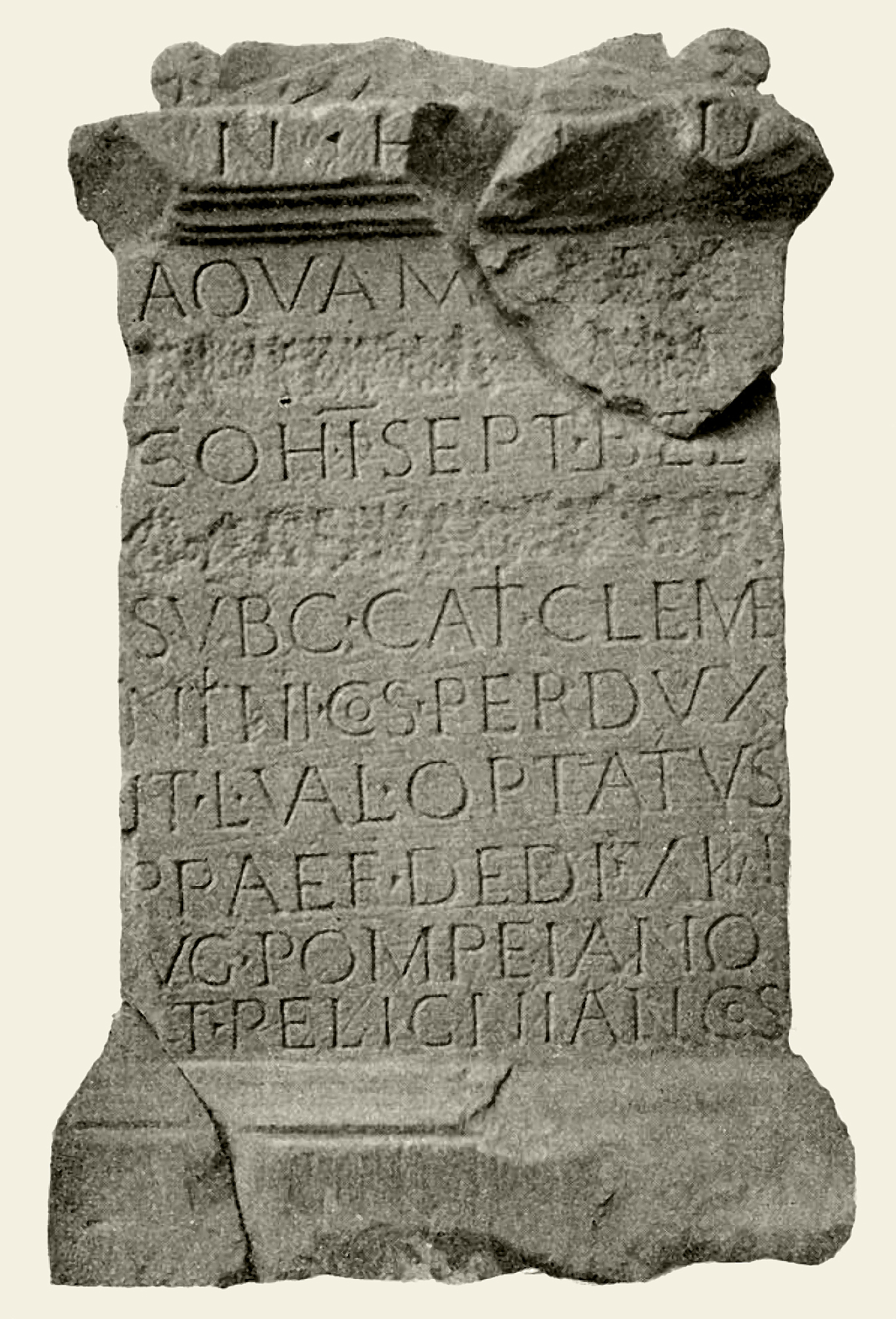
Der Altar, den Lucius Valerius Optatus beim Kastell Öhringen-West errichten ließ

Die Cohors I Septimia Belgarum [equitata] [Alexandriana] [Gordiana] (deutsch 1. Kohorte die Septimische der Belger [teilberitten] [die Alexandrianische] [die Gordianische]) war eine römische Auxiliareinheit. Sie ist durch Militärdiplome, Inschriften und Ziegelstempel belegt. In den Diplomen und in der überwiegenden Mehrzahl der Inschriften wird sie als Cohors I Belgarum bezeichnet, in einer Inschrift als Cohors I Belgica.

## Namensbestandteile
- Cohors: Die Kohorte war eine Infanterieeinheit der Auxiliartruppen in der römischen Armee.

- I: Die römische Zahl steht für die Ordnungszahl die erste (lateinisch prima). Daher wird der Name dieser Militäreinheit als Cohors prima .. ausgesprochen.

- Septimia: die Septimische. Die Ehrenbezeichnung bezieht sich auf Septimius Severus (193–211).[2][A 2]

- Belgarum: der Belger. Die Soldaten der Kohorte wurden bei Aufstellung der Einheit aus dem keltischen Volksstamm der Belger im südlichen Britannien rekrutiert.[3][4]

- equitata: teilberitten. Die Einheit war ein gemischter Verband aus Infanterie und Kavallerie. Der Zusatz kommt in einer Inschrift[5] vor.

- Alexandriana: die Alexandrianische. Eine Ehrenbezeichnung, die sich auf Severus Alexander (222–235) bezieht. Der Zusatz kommt in zwei Inschriften[6] vor.

- Gordiana: die Gordianische. Eine Ehrenbezeichnung, die sich auf Gordian III. (238–244) bezieht. Der Zusatz kommt in einer Inschrift[7] vor.

Da es keine Hinweise auf den Namenszusatz milliaria (1000 Mann) gibt, war die Einheit eine Cohors quingenaria equitata. Die Sollstärke der Kohorte lag bei 600 Mann (480 Mann Infanterie und 120 Reiter), bestehend aus 6 Centurien Infanterie mit jeweils 80 Mann sowie 4 Turmae Kavallerie mit jeweils 30 Reitern.

## Geschichte
Die Kohorte war in den Provinzen Dalmatia und Germania superior stationiert. Sie ist auf Militärdiplomen für die Jahre 97 bis 156/157 n. Chr. aufgeführt.
Die Einheit hielt sich im 1. Jhd. n. Chr. zunächst in Germania superior auf, wo sie durch eine Inschrift belegt ist, die bei Mogontiacum gefunden wurde und die auf 31/75 datiert wird.
Die Kohorte wurde gegen Ende des 1. Jhd. nach Dalmatia verlegt und blieb bis zum Ende des 2. Jhd. in der Provinz stationiert, wo sie durch zahlreiche Inschriften belegt ist. Durch ein Diplom ist sie erstmals 97 in der Provinz belegt. In dem Diplom wird die Kohorte als Teil der Truppen aufgeführt, die in Dalmatia stationiert waren. Ein weiteres Diplom, das auf 156/157 datiert ist, belegt die Einheit in derselben Provinz.
Vermutlich nahm sie im Jahr 197 an der Schlacht bei Lugdunum teil und wurde für ihre Leistungen mit der Ehrenbezeichnung Septimia ausgezeichnet. Zu einem unbestimmten Zeitpunkt, wahrscheinlich unter Septimius Severus, wurde die Einheit in die Provinz Germania superior verlegt.
Der letzte Nachweis der Kohorte beruht auf einer Inschrift, die auf den 4. Dezember 241 datiert ist.

## Standorte
Standorte der Kohorte in Dalmatia und Germania superior waren möglicherweise:
| - Bigeste (Ljubuški): mehrere Inschriften sowie ein Ziegel der Einheit wurden hier gefunden. - Kastell Öhringen-West: zwei Inschriften wurden hier gefunden. | - Salona: mehrere Inschriften wurden hier gefunden. - Tilurium (Trilj): zwei Inschriften wurden hier gefunden. |

Inschriften der Einheit wurden noch an weiteren Orten in Dalmatia gefunden. Möglicherweise waren Abordnungen der Kohorte auch dort stationiert.

## Angehörige der Kohorte
Folgende Angehörige der Kohorte sind bekannt:

### Kommandeure
| - Fl(avius) Victor, ein Centurio der Legio I Adiutrix Pia Fidelis und curam agens der Kohorte (CIL 3, 8484) - Gaius Iulius Rogatianus, ein Präfekt - Gaius Iulius Victor, ein Tribunus militum (CIL 13, 1042, CIL 13, 1043, CIL 13, 1044, CIL 13, 1045) | - Lucius Valerius Optatus, ein Präfekt - M(arcus) Va[]: er wird auf dem Diplom von 156/157 als Kommandeur genannt. - Sulpicius Calvio, ein Centurio der Legio I Minervia und Praepositus der Kohorte (CIL 3, 1918) |

### Sonstige
| - [?] (AE 2008, 1040) - [?], ein Soldat (ILJug-03, 01942) - [?], ein Custos armorum (AE 2000, 1177) - []emans, ein Vexillarius (CIL 3, 9739) - []tus, ein Reiter (ILJug-03, 01926) - Aprilis, ein Centurio (CIL 13, 7038) - Aur(elius) Hil[ari]anus, ein Soldat und ehemaliger Strator (ILJug-03, 02610) - C(aius) Iulius Maximus, ein Veteran (CIL 3, 12750) - C(aius) Iulius Verecundus, ein Centurio (ILJug-03, 01925) - Gaius Valerius Proculus, ein Vexillarius und Decurio - Claudius Peregrinu[s], ein Decurio (CIL 3, 14980) - Cl(audius) Maximus, ein Centurio (CIL 3, 13229) - [Das]sius, ein Soldat und Signifer (AE 1913, 138) - Fl(avius) Aurelianus, ein Decurio (AE 1913, 139) - Licinius Ca[], ein Soldat (ILJug-03, 02603) | - M(arcus) Septim(ius) Dasius, ein quaestuarius (CIL 13, 03162b) - Maximus, ein Decurio (AE 2000, 1177) - Mercuius Iadiae, ein Soldat (ILJug-02, 00680) - Proculus: das Diplom von 156/157 wurde für ihn ausgestellt. - Q(uintus) Servilius Statianus, ein Centurio (CIL 3, 8756) - Q(uintus) Silvius Spe(ratus), ein Centurio (CIL 3, 3096) - [Rest]itutus, ein Centurio (AE 1913, 138) - Rus() Pin(nes), ein Soldat und Immunis (CIL 3, 12810) - Statil(ius) Pulcher, ein Soldat, Duplicarius und ehemaliger Strator (CIL 3, 2067) - Turr[a]n[i]us Fir(), ein Vexillarius (CIL 3, 2744) - Valerius Maxi[min]us (AE 1913, 138) - Valerius Proculus, ein Decurio - Vi[] Severus, ein Centurio (ILJug-03, 02603) - Victor, ein Soldat und Tubicen (CIL 3, 8437) |

In der Inschrift (CIL 13, 6687) sind weitere 14 Angehörige der Einheit aufgeführt.